# 尼德莫爾 (印地安納州布朗縣)
尼德莫爾（英語：Needmore）是位於美國印地安納州布朗縣的一個非建制地區。該地的面積和人口皆未知。

## 地理
尼德莫爾的座標為39°15′04″N 86°20′23″W / 39.25111°N 86.33972°W，而該地的平均海拔高度為220米（即722英尺）。